# Patrick Rondat
Patrick Rondat is een Franse gitarist. Hij speelt instrumentale heavy metal, geassocieerd met diverse invloeden zoals new age muziek, progressieve metal, klassieke muziek en jazz. Hij verschijnt in enkele shows van Jean Michel Jarre.

## Biografie
Hij speelde met Elegy, Consortium Project, Red Circuit, G3 met Joe Satriani en Steve Vai en Jean Michel Jarre. Hij is ook te zien op het nummer Rainmaker op Vanden Plas' Spirit of Live-album. Hij nam deel aan de compilatie Rock Hard appointment (Vogue, 1989), die hem bekend maakte bij een groter publiek en begon aan een Franse tournee met Blue Oyster Cult. De publicatie van het debuut soloalbum Just For Fun bevestigt zijn positie als leider van de Franse instrumentale metal. Hij begon te toeren met Rape of the Earth (Vogue/Music For Nation 1991). Zijn eerste twee albums werden internationaal gedistribueerd en hij was betrokken bij de beroemde liveshow BBC Radio 1 in Londen. Hoewel nog steeds afhankelijk van technische bekwaamheid, presenteerde elk album een evolutie met meer volwassen en bekwame composities. Naast zijn solocarrière heeft Patrick samengewerkt met andere artiesten. De ontmoeting met Jarre in 1991 opende nieuwe horizonten in Patricks muziek. Na zijn deelname aan Monsters of Rock (AC/DC, Metallica, Queensrÿche etc.), begon hij samen te werken met Jean-Michel en nam hij het album Chronologie op, dat leidde tot deelname aan een indrukwekkende reeks concerten over de hele wereld, waaronder een in het Wembley Stadium in 1993. Deze ontmoeting leidde ook tot de opname van Amphibia (FDM 1996), geproduceerd door Jean-Michel, waarop hij wordt begeleid door Tommy Aldridge en Patrice Guers. Dit album zet de muzikale verandering voort in Rape of the Earth, waar de composities van progressieve invloeden worden bevestigd in een bewerking van Vivaldi's mijlpaal Presto (Vivaldi Tribute).
Andere artiesten kruisten het pad van Patrick bij verschillende gelegenheden, waaronder Tony MacAlpine, Simon Phillips, Steve Lukather, Stuart Hamm (muziekpassie van Cannes) en Gary Moore (BBM), voor wie hij een openingsact was in de Zénith de Paris, waarna hij werd uitgenodigd om samen met Michael Schenker deel te nemen aan Joe Satriani's tournee G3 (1998), voor 14 zeer gedenkwaardige shows. In 1999 bracht hij On the Edge (FDM) uit, een overgangsalbum dat andere muzikale werelden verkent. Samen met Patrick, Tommy Aldridge en Patrice Guers werden twee andere prestigieuze musici uitgenodigd: Didier Lockwood en Michel Petrucciani. Tijdens deze periode begon hij een samenwerking met de Engelse zanger Ian Parry, die deelnam aan het Consortium Project. Hij nam twee albums op en toerde door Europa samen met Patrice Guers (die een paar jaar later bij Rhapsody zou komen), Dirk Bruinenberg (drummer van Elegy), Stephan Lill en Gunter Verno (Vanden Plas). Na deze positieve ervaring sloot Patrick zich aan bij de Nederlandse band Elegy voor twee albums, gevolgd door een tournee rond de wereld. Jean-Michel Jarre plande toen nieuwe optredens, waarbij Patrick betrokken was in Monaco, Gdansk, Athene, Peking (Universal DVD). Het was toen tijd voor Patrick om zijn nieuwe soloalbum An ephemeral world (2004 NTS) voor te bereiden, een conceptalbum dat de vluchtigheid van de dingen oproept. Door velen beschouwd als zijn meest succesvolle album, bevestigde het zijn kwaliteiten als componist en uitstekende instrumentalist. Er was toen een tournee met de band Freak Kitchen en Manu Martin deed mee op keyboards om de band te versterken.
Bij de ontmoeting met klassiek pianist Hervé N'Kaoua in 2008 begon een samenwerking die vanuit de rockwereld discipline en nederigheid van Rondat vereiste. Het duo, afkomstig uit ogenschijnlijk tegenstrijdige culturen, bood een nieuwe kijk op sonates voor piano en viool (Fauré/Beethoven) en ook op stukken voor orkest (Winter Antonio Vivaldi). De opname van dit album werd gevolgd door concerten in Frankrijk en Italië in 2009, en XIII bis Records bracht een boxset van 5 cd's uit, waarin zijn carrière werd beschreven (Just for fun, Rape Of The Earth, An ephemeral world, Patrick Rondat - Hervé N'Kaoua en een schijf met livenummers). Al meer dan twintig jaar legt Patrick zich ook toe op doceren en vindt het essentieel om zijn muzikale nalatenschap over te dragen en te delen. Zo was hij betrokken bij workshops en masterclasses in Frankrijk en in het buitenland en nam hij een instructie-dvd op (virtuositeit en snelheid -1997). Zowel Harrison Ford als Hugh Grant hebben hem genoemd als een van hun favoriete muziekartiesten.

## Discografie
- 1985: Time (met The Element) - Eerste publicatie met ex-Warning-zanger Raphael Garrido en bassist Frederic Guillemet, eerste tv-optreden ooit met Rapha (zang), Fredo Guillemet (bas), Manu Bensi (drums) en Fred Bensi (keyboards)
- 1989: Just for fun - heruitgave in 2002
- 1991: Rape of the Earth - heruitgave in 1993 en 2002
- 1996: Amphibia
- 1997: Amphibia - Japanse publicatie met bonus live-track - Ultimate Dreams
- 1998: Amphibia - Europese publicatie met 2 bonus live tracks - Burn Out en Just For Fun
- 1999: On the Edge - Met Michel Petrucciani, Didier Lockwood en Tommy Aldridge
- 2000: Forbidden Fruit (met Elegy) - Met Dirk Bruinenberg op drums
- 2004: An Ephemeral World - Met Dirk Bruinenberg - drums (Elegy, Adagio), Patrice Guers - bas (Rhapsody of Fire) en Manu Martin - keyboards
- 2008: Patrick Rondat & Hervé N'Kaoua - Met Hervé N'Kaoua on Piano
- 2009: Super Eurobeat 197 ~King Of Eurobeat~ - Uitgevoerd Fire Dragon met Dave Rodgers (Giancarlo Pasquini) op zang

- Bibliothèque nationale de France: cb13931312t (data)
- International Standard Name Identifier: 0000 0000 5513 2909
- Library of Congress Control Number: no00002728
- MusicBrainz: 49e88f01-86d2-4d1f-b78d-4f7273348e5b
- Système universitaire de documentation: 250661519
- Virtual International Authority File: 10036633
- WorldCat: E39PBJjHhCgWv8B8kHmGJFbKh3